# Hudi Ákos
Hudi Ákos (1991. augusztus 10. –) magyar kalapácsvető.

## Pályafutása
Első edzője 2003-tól Szabó Ernő mesteredző volt, aki 2005 áprilisában elhunyt.
Ezután Hudi Mozsdényi Józsefnél folytatta sport tevékenységét, immár a Veszprém Egyetemi és Diák Atlétikai Club (VEDAC) színeiben.
2006 szeptemberében átkerült Zentai Tiborhoz, akivel elérte első nagyobb nemzetközi sikereit. Elsőként 2008-ban, még ifjúsági korúként Lengyelországban,ahol a junior világbajnokságon hetedik helyett szerezte meg egyéni csúccsal, 6 kilogrammos kalapáccsal  (73,31 méter). 2009-ben junior kontinensviadalon Szerbiában, szintén egyéni csúccsal (79,14 méter) második helyezést, ahol sikerült elcsípnie abban az évben dobó világcsúcstartót, aki a harmadik helyezést érte el. Nem sokkal később sikerült átlépnie 18 évesen a 70 méteres álomhatárt 7,26 kilogrammos, felnőtt kalapáccsal (70,25 méter), a felnőtt országos bajnokságon, amivel a második helyet szerezte meg a későbbi olimpiai bajnok Pars Krisztián után. 2010-ben utolsó éves juniorként sikerült teljesítenie a 80 méteres határt, 6 kilogrammos kalapáccsal, pontosabban 81,15 métert,ami akkor nem volt messze az addigi országos rekordtól (Pars Krisztián 81,34 méter). Idei szezonban junior világbajnokságon volt a legnagyobb hangsúly, ahol Hudinak az ezüstérmet sikerült kiharcolnia (78,34 méter). Egy héttel később 72,60-ra fel tudta tornászni egyéni csúcsát az otthoni nyári felnőtt országos viadalon. 2011-es évtől a felnőtt kalapácsra került a teljes hangsúly, hiszen az U23-as korosztály már 7260 grammos szerrel dob. Ez év júliusában az U23-as ostravai kontinensviadal volt a főverseny, ahol Ákosnak a 8. helyezést sikerült elérnie 70,75 méteres eredményével.
2012-ben volt az első nagyobb váltása a szombathelyi Haladás VSE klubjába, ahol példaképével Annus Adriánnal tudott együtt edzeni. A csapatban Fazekas Róbert világbajnoki ezüstérmes, és Európa bajnoki aranyérmes diszkoszvető, Kürthy Lajos többszörös olimpikon súlylökő, és Savanyú Péter diszkoszvető szerepelt. Ebben az évben 25 centiméter hiányzott az első felnőtt világverseny eléréséhez, ami Helsinkiben került megrendezésre. 73,55 méter az elért eredmény, és 73,80 méter kellett volna a küldetési szinthez. A következő év sokkal sikeresebben alakult, hiszen Hudinak sikerült teljesítenie a 76,00 méteres felnőtt világbajnokságra való szintet, 76,93 méteres hatalmas egyéni csúcsával. Nyár közepén a második U23-as kontinens viadalán, a megérdemelt ezüstérmet is sikerült megcsinálnia, 74,09 méteres utolsó dobásával. 2014-es évben 74,17 volt a legjobb eredménye, amivel részt vehetett az első kontinens viadalán Svájcban.
2015-ben lévő versenyekre újra veszprémi színekben készült fel Zentai Tibor kezei alatt. Itt újra Orbán Éva háromszoros olimpikon, Pásztor Bence ifjúsági világbajnoki aranyérmes, junior világbajnoki ezüstérmes, Fertig Fruzsina U23-as Európa bajnoki 5. helyezett mellett készült fel a következő évi pekingi felnőtt világbajnokságra. Ebben az esztendőben Hudi 74,53 méteres eredményig jutott el, ami eddigi pályafutásában a harmadik legjobb eredménye volt. Ez a Nikitiben elért dobása elegendő volt a világbajnoksághoz való 32 versenyzős mezőnyfeltöltéshez.
Az újabb veszprémi edzések után Hudi Ákos Szombathelyen folytatta tovább karrierjét a Szombathelyi DOBO SE, Németh Pál Dobóakadémiáján belül, Németh Zsolt és Németh László irányítása alatt. Itt edz Pars Krisztián, London kalapácsvető olimpiai bajnoka (2012), Halász Bence junior világ-és Európa bajnok, Gyurátz Réka ifjúsági világbajnok aranyérmes, és junior világbajnoki ezüstérmes sportoló. Legjobb eredménye 73 méter 40 centiméter lett Ákosnak az itt töltött 4 év során.
Utolsó felkészülését Székesfehérváron kezdte meg Alba Regia Atlétikai Klub színeiben 2019 őszétől.
Itt újra Pásztor Bencével edzhetett együtt Lévai Dóra dobóedző irányításával.

## Egyéni rekordok
| Év   | Korcsoport       | Eredmény    | súly    |
| ---- | ---------------- | ----------- | ------- |
| 2006 | Serdülő (U16)    | 74,86 méter | 4 kg    |
| 2008 | Ifjúsági (U18)   | 81,09 méter | 5 kg    |
| 2010 | Junior (U20)     | 81,15 méter | 6 kg    |
| 2013 | Utánpótlás (U23) | 76,93 méter | 7,26 kg |

## Edzők
- Szabó Ernő
- Mozsdényi József
- Zentai Tibor
- Annus Adrián
- Németh Zsolt, Németh László
- Lévai Dóra

## Egyesületek
- Veszprém Egyetemi Sport Club (VESC) (2003-2005)
- Veszprém Egyetemi és Diák Atlétikai Club (VEDAC) (2005-2012, 2014-2015)
- Szombathelyi Haladás VSE (2012-2014)
- Szombathelyi DOBO SE (2015-2019)
- Alba Regia Atlétikai Klub (2019-2020)